# Fußball-Weltmeisterschaft 2014/Australien
Dieser Artikel behandelt die australische Fußballnationalmannschaft bei der Fußball-Weltmeisterschaft 2014. Australien nahm zum vierten Mal an der Endrunde teil und zum ersten Mal an einer Endrunde in Südamerika.

## Qualifikation
Da Australien mit Jahresende 2005 aus dem ozeanischen Fußballverband austrat und in den asiatischen Fußballverband eintrat, nimmt die Mannschaft seitdem an den Qualifikationsspielen der asiatischen Mannschaften teil.
Zusammen mit Bahrain, Japan, Nord- und Südkorea musste Australien erst ab der dritten Qualifikationsrunde antreten. Dabei setzte sich die Mannschaft in der Gruppe D gegen Saudi-Arabien und Thailand durch und qualifizierte sich zusammen mit dem Gruppenzweiten Oman für die vierte Runde.
In der vierten Runde wurde abermals in Gruppen gespielt, jedoch wurden die Mannschaften in nur zwei Gruppen zu je fünf Teams aufgeteilt. In Gruppe B belegte Australien hinter Japan und vor Jordanien, dem Oman und dem Irak den zweiten Platz und qualifizierte sich für Brasilien. Die drittplatzierte jordanische Mannschaft, die zusammen mit Panama insgesamt die meisten Qualifikationsspiele (je 20) bestritt, setzte sich in der fünften Runde gegen Usbekistan durch, verlor dann aber in den interkontinentalen Playoffs gegen Uruguay.

### Dritte Runde
| Pl. | Team          | Sp. | S | U | N | Tore    | Diff. | Punkte |
| --- | ------------- | --- | - | - | - | ------- | ----- | ------ |
| 1.  | Australien    | 6   | 5 | 0 | 1 | 013:500 | +8    | 15     |
| 2.  | Oman          | 6   | 2 | 2 | 2 | 003:600 | −3    | 08     |
| 3.  | Saudi-Arabien | 6   | 1 | 3 | 2 | 006:700 | −1    | 06     |
| 4.  | Thailand      | 6   | 1 | 1 | 4 | 004:800 | −4    | 04     |

Spielergebnisse
| Datum      | Ort           | Heimmannschaft | - | Gast          | Ergebnis  | Torschützen für Australien                      |
| ---------- | ------------- | -------------- | - | ------------- | --------- | ----------------------------------------------- |
| 02.09.2011 | Brisbane      | Australien     | – | Thailand      | 2:1 (0:1) | Kennedy (58.), Brosque (86.)                    |
| 06.09.2011 | Dammam (KSA)  | Saudi-Arabien  | – | Australien    | 1:3 (0:1) | Kennedy (40., 56), Wilkshire (77./Elfm.)        |
| 11.10.2011 | Sydney        | Australien     | – | Oman          | 3:0 (1:0) | Holman (8.), Kennedy (65.), Jedinak (85.)       |
| 11.11.2011 | Maskat (OMA)  | Oman           | – | Australien    | 1:0 (1:0) |                                                 |
| 15.11.2011 | Bangkok (THA) | Thailand       | – | Australien    | 0:1 (0:0) | Holman (77.)                                    |
| 29.02.2012 | Melbourne     | Australien     | – | Saudi-Arabien | 4:2 (1:2) | Brosque (43., 75.), Kewell (73.), Emerton (76.) |

### Vierte Runde
| Pl. | Team       | Sp. | S | U | N | Tore    | Diff. | Punkte |
| --- | ---------- | --- | - | - | - | ------- | ----- | ------ |
| 1.  | Japan      | 8   | 5 | 2 | 1 | 016:500 | +11   | 17     |
| 2.  | Australien | 8   | 3 | 4 | 1 | 012:700 | +5    | 13     |
| 3.  | Jordanien  | 8   | 3 | 1 | 4 | 007:160 | −9    | 10     |
| 4.  | Oman       | 8   | 2 | 3 | 3 | 007:100 | −3    | 09     |
| 5.  | Irak       | 8   | 1 | 2 | 5 | 004:800 | −4    | 05     |

Spielergebnisse
| Datum      | Ort           | Heimmannschaft | - | Gast       | Ergebnis  | Torschützen für Australien                              |
| ---------- | ------------- | -------------- | - | ---------- | --------- | ------------------------------------------------------- |
| 08.06.2012 | Maskat (OMA)  | Oman           | – | Australien | 0:0       |                                                         |
| 12.06.2012 | Brisbane      | Australien     | – | Japan      | 1:1 (0:0) | Wilkshire (70./Elfm.)                                   |
| 11.09.2012 | Amman (JOR)   | Jordanien      | – | Australien | 2:1 (0:0) | Thompson (86.)                                          |
| 16.10.2012 | Doha (QAT)    | Irak           | – | Australien | 1:2 (0:0) | Cahill (80.), Thompson (84.)                            |
| 26.03.2013 | Sydney        | Australien     | – | Oman       | 2:2 (0:1) | Cahill (52.), Holman (85.)                              |
| 04.06.2013 | Saitama (JPN) | Japan          | – | Australien | 1:1 (0:0) | Oar (81.)                                               |
| 11.06.2013 | Melbourne     | Australien     | – | Jordanien  | 4:0 (1:0) | Bresciano (15.), Cahill (61.), Kruse (76.), Neill (84.) |
| 18.06.2013 | Sydney        | Australien     | – | Irak       | 1:0 (0:0) | Kennedy (77.)                                           |

Insgesamt setzte Trainer Holger Osieck 33 Spieler ein, von denen kein Spieler alle Spiele mitmachte. Auf die meisten Spiele (13 von 14) kamen der mittlerweile zurückgetretene Rekordnationalspieler Mark Schwarzer, Kapitän Lucas Neill, der zum Fußballer des Jahres 2013 in Australien gewählte Robbie Kruse und Matt McKay. 13 Spieler konnten sich in die Torschützenliste eintragen, mit fünf Toren war Joshua Kennedy der erfolgreichste Schütze, obwohl er nur in fünf Spielen der 3. Runde und dem letzten Spiel der vierten Runde zum Einsatz kam. Nachdem Australien nach der erfolgreichen Qualifikation zwei Freundschaftsspiele gegen Brasilien und Frankreich jeweils mit 0:6 verloren hatte, wurde Holger Osieck entlassen und als sein Nachfolger Ange Postecoglou verpflichtet.

## Vorbereitung
Die australische Mannschaft bereitete sich in Vitória auf die WM vor.
Testspiele:
- 05. März in London erstmals gegen Ecuador: 3:4 nach 3:0-Führung (Torschützen für Australien: Cahill (9. u. 32.) und Jedinak (16./Elfmeter))
- 26. Mai in Sydney gegen Südafrika[3]: 1:1 (Torschütze für Australien: Cahill (14.))
- 06. Juni in Salvador (Brasilien) gegen Kroatien: 0:1

## Endrunde

### Kader
Die vorläufige Spielerliste mit 30 Spielern musste bis zum 13. Mai 2014 bei der FIFA eingereicht werden. Die definitive Liste mit 23 Spielern musste bis spätestens zum 2. Juni 2014 bei der FIFA eingehen.
Der vorläufige Kader für die WM wurde am 13. Mai benannt. Sechs Spieler standen bereits im Kader bei der letzten WM, davon vier, die bereits 2006 dabei waren, von denen aber nur Mark Bresciano und Rekordtorschütze Tim Cahill für die WM berücksichtigt wurden.
Durch seine drei Einsätze bei der WM ist Mark Bresciano mit 9 Spielen, da Tim Cahill für das letzte Spiel gesperrt war, nun alleiniger australischer WM-Rekordhalter. Cahill, der schon zuvor bester WM-Torschütze der Socceroos war, hat sich mit zwei weiteren Toren nun von den anderen Torschützen abgesetzt.
| Nr.        | Name               | Verein                   | Länderspiel- einsätze (*) | Länderspiel- tore (*) | Geburtsdatum       | Spiele | Tore | Gelbe Karten | Gelb-Rote Karten | Rote Karten | WM-Teilnahmen | WM-Spiele (vor 2014) | WM-Tore (vor 2014) |
| Tor        | Tor                | Tor                      | Tor                       | Tor                   | Tor                | Tor    | Tor  | Tor          | Tor              | Tor         | Tor           | Tor                  | Tor                |
| ---------- | ------------------ | ------------------------ | ------------------------- | --------------------- | ------------------ | ------ | ---- | ------------ | ---------------- | ----------- | ------------- | -------------------- | ------------------ |
| 18         | Eugene Galekovic   | Adelaide United          | 8                         | 0                     | 12. Juni 1981      | 0      | 0    | 0            | 0                | 0           |               |                      |                    |
| 12         | Mitch Langerak     | Borussia Dortmund        | 3                         | 0                     | 22. August 1988    | 0      | 0    | 0            | 0                | 0           |               |                      |                    |
| 01         | Mathew Ryan        | FC Brügge                | 7                         | 0                     | 8. April 1992      | 3      | 0    | 0            | 0                | 0           |               |                      |                    |
| Abwehr     |                    |                          |                           |                       |                    |        |      |              |                  |             |               |                      |                    |
| 03         | Jason Davidson     | Heracles Almelo          | 7                         | 0                     | 29. Juni 1991      | 3      | 0    | 0            | 0                | 0           |               |                      |                    |
| 02         | Ivan Franjic       | Brisbane RoarM           | 9                         | 0                     | 10. September 1987 | 1      | 0    | 0            | 0                | 0           |               |                      |                    |
| 16         | James Holland      | FK Austria Wien          | 14                        | 0                     | 15. Mai 1989       | 0      | 0    | 0            | 0                | 0           |               |                      |                    |
| 15         | Mile Jedinak       | Crystal Palace           | 44                        | 4                     | 3. August 1984     | 3      | 1    | 2            | 0                | 0           | 2010          | 1                    | 0                  |
| 19         | Ryan McGowan       | Shandong Luneng Taishan  | 9                         | 0                     | 15. August 1989    | 3      | 0    | 0            | 0                | 0           |               |                      |                    |
| 06         | Matthew Spiranovic | Western Sydney Wanderers | 18                        | 0                     | 27. Juni 1988      | 3      | 0    | 1            | 0                | 0           |               |                      |                    |
| 22         | Alex Wilkinson     | Jeonbuk Hyundai Motors   | 3                         | 0                     | 13. August 1984    | 3      | 0    | 0            | 0                | 0           |               |                      |                    |
| 08         | Bailey Wright      | Preston North End#       | 0                         | 0                     | 28. Juli 1992      | 0      | 0    | 0            | 0                | 0           |               |                      |                    |
| Mittelfeld |                    |                          |                           |                       |                    |        |      |              |                  |             |               |                      |                    |
| 13         | Oliver Bozanic     | FC Luzern                | 3                         | 0                     | 8. Januar 1989     | 2      | 0    | 0            | 0                | 0           |               |                      |                    |
| 23         | Mark Bresciano     | al-Gharafa Sports Club   | 74                        | 13                    | 11. Februar 1980   | 3      | 0    | 0            | 0                | 0           | 2006, 2010    | 6                    | 0                  |
| 21         | Massimo Luongo     | Swindon Town#            | 1                         | 0                     | 25. September 1992 | 0      | 0    | 0            | 0                | 0           |               |                      |                    |
| 05         | Mark Milligan      | Melbourne Victory        | 29                        | 2                     | 4. August 1985     | 1      | 0    | 1            | 0                | 0           | 2010          | 0                    | 0                  |
| 17         | Matt McKay         | Brisbane RoarM           | 47                        | 1                     | 11. Januar 1983    | 2      | 0    | 0            | 0                | 0           |               |                      |                    |
| 11         | Tommy Oar          | FC Utrecht               | 15                        | 1                     | 10. Dezember 1991  | 3      | 0    | 0            | 0                | 0           |               |                      |                    |
| 14         | James Troisi       | Melbourne Victory        | 11                        | 1                     | 3. Juli 1988       | 2      | 0    | 0            | 0                | 0           |               |                      |                    |
| 20         | Dario Vidošić      | FC Sion                  | 23                        | 2                     | 8. April 1987      | 0      | 0    | 0            | 0                | 0           |               |                      |                    |
| Angriff    |                    |                          |                           |                       |                    |        |      |              |                  |             |               |                      |                    |
| 04         | Tim Cahill         | Red Bull New York        | 69                        | 32                    | 6. Dezember 1979   | 2      | 2    | 2            | 0                | 0           | 2006, 2010    | 6                    | 3                  |
| 10         | Ben Halloran       | Fortuna Düsseldorf*      | 2                         | 0                     | 14. Juni 1992      | 3      | 0    | 0            | 0                | 0           |               |                      |                    |
| 07         | Mathew Leckie      | FSV Frankfurt*           | 8                         | 1                     | 4. Februar 1991    | 3      | 0    | 0            | 0                | 0           |               |                      |                    |
| 09         | Adam Taggart       | Newcastle United Jets    | 5                         | 3                     | 2. Juni 1993       | 2      | 0    | 0            | 0                | 0           |               |                      |                    |

(*) angegeben sind nur die Spiele und Tore, die vor Beginn der Weltmeisterschaft absolviert bzw. erzielt wurden, aktualisiert nach den Spielen gegen Südafrika am 26. Mai und Kroatien am 7. Juni 2014.
1. ↑  M = Der Verein wurde in der Saison 2013/14 Meister seines Landes, * = Der Verein spielt in der zweithöchsten Liga seines Landes, # = Der Verein spielt in der dritthöchsten Liga.

### Gruppenphase
Bei der am 6. Dezember 2013 vorgenommenen Auslosung der Endrunde wurde Australien in die Gruppe B mit Weltmeister Spanien (Gruppenkopf), Vize-Weltmeister Niederlande und Chile gelost. Gegen Spanien hatte Australien bis zur WM noch nie gespielt. Gegen die Niederlande gab es zuvor nur Freundschaftsspiele (1 Sieg, 2 Remis) und gegen Chile bestritt Australien das letzte Gruppenspiel bei der ersten WM-Teilnahme 1974, das torlos endete und Australien den ersten Punkt bei einer WM brachte. Danach gab es noch drei Freundschaftsspiele gegen Chile, die alle verloren wurden.
Zwei der Vorrundenspielorte liegen an der Atlantikküste, Cuiabá im Landesinneren. In keinem der Spielorte hatte Australien vor der WM gespielt.
Mannschaftsquartier war das Hotel Escola Senac Ilha do Poi in Vitória.
| Rang | Land        | Tore | Punkte |
| ---- | ----------- | ---- | ------ |
| 1    | Niederlande | 10:3 | 9      |
| 2    | Chile       | 5:3  | 6      |
| 3    | Spanien     | 4:7  | 3      |
| 4    | Australien  | 3:9  | 0      |

- Fr., 13. Juni 2014, 18:00 Uhr (00:00 Uhr MESZ) in Cuiabá
 Chile –  Australien 3:1 (2:1)
- Mi., 18. Juni 2014, 13:00 Uhr (18:00 Uhr MESZ) in Porto Alegre
 Australien –  Niederlande 2:3 (1:1)
- Mo., 23. Juni 2014, 13:00 Uhr (18:00 Uhr MESZ) in Curitiba
 Australien –  Spanien 0:3 (0:1)

## Sportliche Auswirkungen
Australien, schon zuvor in der FIFA-Weltrangliste schlechtest platzierter WM-Teilnehmer, fiel durch die drei Vorrundenniederlagen noch weiter und musste von allen WM-Teilnehmern den größten Absturz hinnehmen: von Platz 62 auf Platz 76.